# Bitwa na Cable Street
Bitwa na Cable Street – bitwa pomiędzy manifestacją Brytyjskiej Unii Faszystów, londyńską policją, nadzorującą ich marsz, i lokalnymi antyfaszystami, (m.in. anarchistami, socjalistami, komunistami, Żydami, Irlandczykami), która odbyła się 4 października 1936. Większość manifestantów i kontrmanifestantów przybyła do East Endu właśnie z tej okazji. Oswald Mosley, przywódca skrajnych prawicowców, chciał, by ulicami wschodniego Londynu przeszli faszyści, wzorujący się na włoskich Czarnych Koszulach.

## Podłoże
„Board Deputies of British Jews”, organizacja zrzeszająca brytyjskich Żydów, ogłosiła przed marszem, że będzie on miał charakter antysemicki i zaleciła judaistom trzymanie się od niego z daleka. Komunistyczna Partia Wielkiej Brytanii zapowiedziała, że poprowadzi blokadę przejścia. W związku z dużym prawdopodobieństwem wystąpienia przemocy w razie konfrontacji obu manifestacji rząd brytyjski długo się zastanawiał, czy zezwolić faszystom na przejście. Kiedy Brytyjska Unia Faszystów ostatecznie otrzymała zgodę, do jej ochrony przydzielona została duża ilość policji.

## Przebieg bitwy
W dniu marszu grupy antyfaszystowskie zaczęły budowę barykad na trasie marszu BUF. Znajdowały się one przy skrzyżowaniu z Christian Street i ciągnęły się w jej zachodnią stronę. Około 20 000 antyfaszystów natknęło się na 6000 policjantów, próbujących utorować drogę dla 2000–3000 faszystów. Rozpoczęła się bitwa. Walczący używali kijów, kamieni, butelek, nóg od stołów i innych, improwizowanych broni. Śmieci, zgniłe warzywa i różne nieczystości były rzucane w stronę członków BUF przez kobiety z okien domów na Cable Street. Po serii chaotycznych potyczek Oswald Mosley zgodził się, by odwołać marsz, w obawie przed rozlewem krwi. Faszyści ewakuowani zostali w stronę Hyde Parku, w czasie, gdy antyfaszyści zajęci byli starciem z policją. Około 150 protestujących zostało aresztowanych. Kilku policjantów zostało zatrzymanych przez kontrmanifestantów. W walkach rannych zostało około 175 osób, w tym policjanci, kobiety i dzieci.

## Pokłosie bitwy

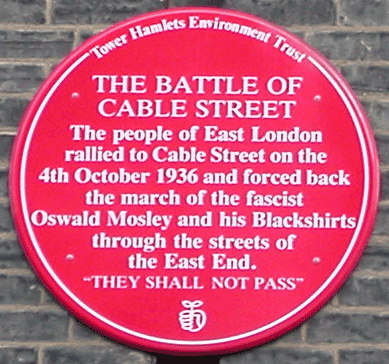
Tabliczka upamiętniająca starcie

Większość aresztowanych antyfaszystów zostało ukaranych mandatami za napaść na policjantów w wysokości 5 funtów. Niektórzy z nich zostali skazani na 3 miesiące ciężkich robót. Bitwa na Cable Street była główną przyczyną wydania przez rząd brytyjski Public Order Act 1936, który zakazywał BUF noszenia partyjnych strojów podczas marszów i używania obraźliwych słów, a policji na wniosek ministra spraw wewnętrznych umożliwiał przerywanie takich demonstracji. Był to duży cios dla faszystów, gdyż uliczne marsze i wiece stanowiły ważną część ich aktywności.

## Upamiętnienie
W 1980 na ścianie ratusza św. Jerzego, znajdującego się w East Endzie, powstał duży mural przedstawiający bitwę. W 2011, w 75 rocznicę starcia, mural został odnowiony. Ponadto, na budynku przy Dock Street wisi czerwona tabliczka, upamiętniająca wydarzenie.
Odniesienie do bitwy na Cable Street zawarto w utworze pt. "They Shall Not Pass"  na albumie Wanderer z 2016, niemieckiej grupy muzycznej Heaven Shall Burn.